# Gustaf Hammarsten

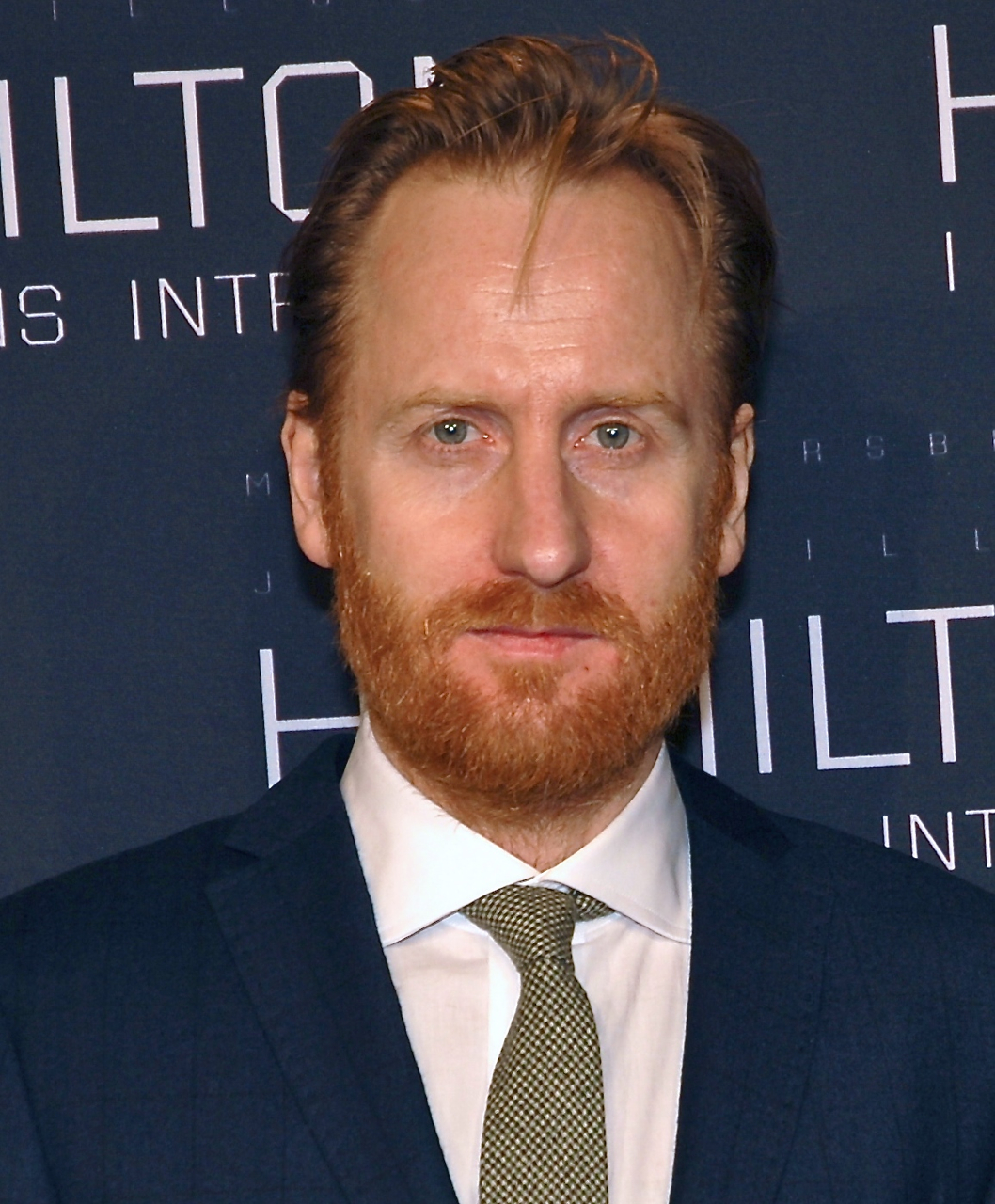
Gustaf Hammarsten (2012)

Carl Gustaf Hammarsten (* 2. September 1967 in Stockholm) ist ein schwedischer Schauspieler.

## Leben
Hammarsten studierte 1989/90 Schauspiel am Lee Strasberg Theatre Institute in New York und von 1990 bis 1994 an der Theaterhochschule in Stockholm. Seit Anfang der 1990er ist er im Theater und in Fernsehproduktionen und Kinofilmen zu sehen. Bekannt wurde er im Jahr 2000 durch die Rolle des Göran in Lukas Moodyssons Zusammen! (Tillsammans). Für die Hauptrolle in Lisa Ohlins Tillfällig fru sökes erhielt er 2004 auf dem 11. Frauenfilmfestival (Festival Internazionale Cinema delle Donne) in Turin den Preis als bester Darsteller. Seine erste Hauptrolle in einer internationalen Produktion war 2009 die des Lutz in Sacha Baron Cohens Brüno.
Hammarsten gehört zum Ensemble des Stockholms Stadsteater. Er ist verheiratet und hat zwei Kinder.

## Filmografie (Auswahl)
- 1991: Den goda viljan (Fernsehmehrteiler) – Regie: Bille August
- 1992: Die besten Absichten (Den goda viljan) – Regie: Bille August
- 1996: Ellinors Hochzeit – Jawort mit Hindernissen (Ellinors bröllop) – Regie: Henry Meyer
- 2000: Låt stå! (Fernsehfilm) – Regie: Magnus Skogsberg
- 2000: Zusammen! (Tillsammans) – Regie: Lukas Moodysson
- 2002: Kommissar Beck – Die neuen Fälle: Absender Unbekannt (Beck – Okänd avsändare, Fernsehfilm) – Regie: Harald Hamrell
- 2002/03: Cleo (TV) – Regie: Svante Kettner, Leif Lindblom
- 2003: Capricciosa – Regie: Reza Bagher
- 2003: Tillfällig fru sökes – Regie: Lisa Ohlin
- 2003: Verschwörung im Berlin-Express (Skenbart: En film om tåg) – Regie: Peter Dalle
- 2005: Henning Mankell: Mittsommermord (Steget efter, Fernsehfilm) – Regie: Birger Larsen
- 2005: Håkan Nesser – Münsters Fall (Münsters fall, Fernsehfilm) – Regie: Rickard Petrelius
- 2006: Kvarteret Skatan: Blodsbröder på riktigt (Fernsehfilm) – Regie: Mikael Syrén
- 2007: Hjälp! (Fernsehfilm) – Regie: Anders S. Nilsson, Gustaf Skördeman
- 2007: Der Kommissar und das Meer: Näher als du denkst (Fernsehfilm) – Regie: Christiane Balthasar
- 2007: Wen man liebt (Den man älskar) – Regie: Åke Sandgren
- 2009: Brüno – Regie: Larry Charles
- 2011: Verblendung (The Girl with the Dragon Tattoo) – Regie: David Fincher
- 2011: Ich reise allein (Jeg reiser alene) – Regie: Stian Kristiansen
- 2012: Agent Hamilton – Im Interesse der Nation (Hamilton – I nationens intresse)
- 2013: Mankells Wallander: Vermisst (Försvunnen)
- 2013: Hokus Pokus Willi Wiberg (Hokus Pokus Alfons Åberg)
- 2016: Midnight Sun (Midnattssol, schwedisch-französischer Fernsehmehrteiler)
- ab 2020: Mord im Mittsommer (Morden i Sandhamn, ab 7. Staffel)
- 2021: Old